# 吳世賢
吳世賢（?—?），字掌平，号古心，江蘇南汇（今上海市南匯區）人，清朝政治人物，同進士出身。
乾隆十三年（1748年）进士，官湖南靖州知州，宦游湖北、湖南、河南、廣東等省，历三十余年。
工詩詞、書畫，尤善兰竹。著有《古心堂诗文稿》、《香草斋集》等。